# Ростовский театр драмы имени М. Горького
Ростовский академический театр драмы имени М. Горького — один из крупнейших театров Ростова-на-Дону. Его здание, определяющее облик Театральной площади, известно в архитектурном мире как поздний памятник конструктивизма.

## История театра
Датой основания Академического театра драмы имени М. Горького принято считать 23 июня 1863 года, когда была создана первая стационарная труппа театра.
Строительство здания театра было задумано в 1929 году. Местом был выбран пустырь между недавно объединёнными в один город Ростовом и Нахичеванью-на-Дону. В 1930 году был объявлен Всесоюзный открытый конкурс, на который представили 25 проектов, 6 из которых получили премии. Первую премию на конкурсе получил выполненный Г. Б. Бархиным и М. Г. Бархиным (при участии Б. Г. Бархина) проект «Красный мак». Они получили и денежную премию. Впрочем, после знакомства с пришедшим позднее и не участвовавшим в общем конкурсе проектом В. Щуко и В. Гельфрейха, было решено использовать именно его. В основу архитектурных форм здания была положена стилизация гусеничного трактора.
В 1935 году строительство было завершено. Из воспоминаний непосредственного участника строительства театра:

«В строительстве театра я тоже принимал участие, о чём уже писал тебе, что же касается того, чем руководствовались авторы этого театра, сказать не могу, так как проект был нам прислан из Москвы, где его и нарисовали, расчёты же всех конструкций были сделаны в Ростове, на 40 % мной. (Висячий балкон в зале — моя конструкция и расчёт целиком). Я не архитектор и поэтому изменять в чём-либо проект не был в праве, но в общем театр (по-моему) очень хорош в эксплуатации, удобен, и до сих пор может считаться модерным, то есть технически современным. Я помню, когда его открывали, то приезжали архитекторы даже из-за границы его смотреть. Тогда такого театра во всей Европе ещё не было».

Театр открылся спектаклем «Мятеж» по одноимённой повести Д. А. Фурманова. Известно, что по ходу действия на сцену была выведена целая конница.
В 1936—1940 годах театром руководит один из крупнейших советских режиссёров того времени — Юрий Александрович Завадский. Вместе с ним в Ростов переводят и часть его труппы: В. П. Марецкую, Р. Я. Плятта, Н. Д. Мордвинова. Согласно официальной версии, режиссёр «должен был показать пример в освоении огромной сцены».
В 1938—1947 годах театр возглавил Артур Михайлович Луковский, один из выдающихся деятелей искусств, известный не только в Ростове-на-Дону, но и во всём Советском Союзе. Под его руководством театр завоевал общесоюзное творческое признание. В годы войны Артур Михайлович организовал эвакуацию не только коллектива и всего ценного имущества театра, но и многих жителей города, нуждавшихся в помощи. Находясь в эвакуации, Артур Михайлович вместе с труппой театра выезжает на заводы и фабрики г. Коврова и других городов, поддерживает боевой дух солдат Красной армии, выступая со спектаклями и концертами в действующих войсках Южного фронта. В эти же годы в Коврове проходит премьера спектакля «Фельдмаршал Кутузов», о которой газета «Рабочий край» за февраль 1943 года пишет так: «Фельдмаршал Кутузов» Соловьёва — произведение, повествующее о героическом прошлом русского народа… С захватывающим вниманием следит зритель за героическими подвигами русских солдат и партизан, восхищаясь высокой доблестью и военным мастерством их начальников".
В Приказе № 370 по Ростовскому областному отделу по делам искусств от 1 мая 1942 года говорится: "Восстановленные и показанные спектакли «Фельдмаршал Кутузов — Соловьёва и „Профессор Полежаев“ — Рахманова прозвучали как спектакли огромной политической значимости и являются крупнейшим вкладом коллектива театра в общее дело борьбы советского народа с немецкими оккупантами».
Газета «Правда» 27 августа 1943 года опубликовала большую статью под названием «Героический театр», в которой говорится о большой работе, проведённой театром в период эвакуации. 17 ноября 1943 года ростовская газета «Молот» № 238 поместила статью «Замечательный театр» о возвращении театра в родной город, в которой известный советский писатель Лидия Сейфуллина говорит: «Коллектив Ростовского театра во главе с директором и художественным руководителем твёрдо сопротивлялся всем бедствиям, твердо хранил лучшие традиции русского актёра, его самоотверженное служение искусству. Труппа крепка разнообразными талантами, оттого силён её коллектив, оттого не распался он и не захирел в испытаниях войны».
После возвращения в Ростов, Луковский А. М. был одним из инициаторов создания фонда восстановления города Ростова-на-Дону, за что театр получил правительственную благодарность.
В конце тридцатых годов фасад облицевали итальянским мрамором, остальную часть театра — гранитом и инкерманским известняком. На втором ярусе появились горельефные композиции «Гибель Вандеи» и «Железный поток», выполненные скульптором С. Г. Корольковым. В целом на строительство было использовано 7 млн штук кирпича, 8 тысяч тонн инкерманского известняка, 3,9 тысячи тонн мрамора, 3 тысячи тонн гранита.

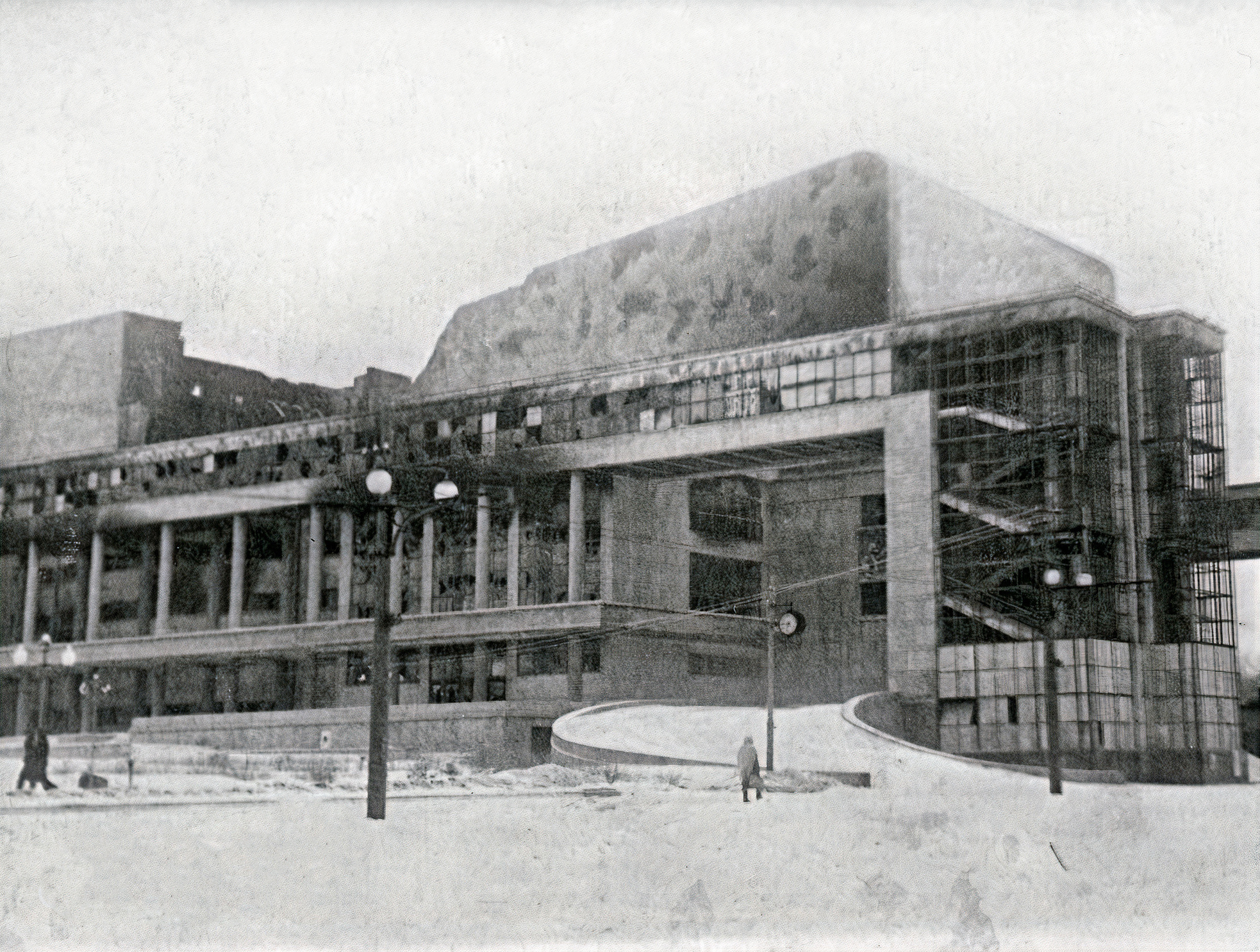
Разрушенный театр после освобождения Ростова

С началом Великой Отечественной войны театр не прекратил свою работу. Более того, за время эвакуации даже не изменился состав его труппы. В 1943 году немецко-фашистские захватчики, отступая из Ростова, взорвали здание изнутри. 20 лет труппа театра проводила свои спектакли в здании нынешней филармонии, и только в 1963 году, в честь столетия театра, здание было реконструировано, но внутренняя отделка сильно пострадала, а уникальные интерьеры так и не были восстановлены в первоначальном виде. Из-за необычной формы неофициально театр так и называют — «Трактор».
Большой творческий вклад внёс режиссёр Николай Евгеньевич Сорокин, руководивший театром на протяжении 17 лет — с 1996 года по март 2013 года. С именем Н. Е. Сорокина связаны успехи театра не только в России, но и за рубежом.
С 15 июля 2014 года художественным руководителем и директором театра является заслуженный деятель искусств России, лауреат премии города Москвы, драматург Александр Пудин. С его именем связываются новые яркие страницы в творческой жизни Ростовского академического театра драмы имени М. Горького. За два года руководства этим коллективом созданы спектакли, которые определили новый вектор его развития. А. Пудин вернул в репертуар театра донскую литературу, которая подчеркнула самобытность и неповторимость ростовской драмы. Спектакль «Тихий Дон» по роману М. Шолохова в постановке режиссёра, лауреата премии «Золотая Маска» Геннадия Шапошникова стал подлинной визитной карточкой театра и всего Дона. Ростовский «Тихий Дон» дважды с оглушительным успехом был показан на сцене прославленного Малого театра, завоевал Гран-при XIII Международного театрального фестиваля «Золотой Витязь». 16 мая 2015 года в Ростове-на-Дону состоялась вседонская премьера «Тихого Дона», которую, благодаря уличным экранам, а также теле и интернет-трансляции посмотрели более 3,5 млн зрителей на Дону, в России и за рубежом. Яркой, наполненной национальным колоритом и подлинными человеческими чувствами, стала постановка «Цыган» по одноимённому роману донского писателя А. Калинина.
19 июля 2016 года Распоряжением Председателя Правительства России Дмитрия Медведева, Ростовскому академическому театру драмы имени М. Горького присуждена Премия Правительства России имени Фёдора Волкова «за вклад в развитие театрального искусства Российской Федерации».
7 октября 2016 года спектакль «Тихий Дон» представлен на международном театральном фестивале «Балтийский Дом» в Санкт-Петербурге.

Памятные доски на здании
С. Г. Королькову
Будущим поколениям
Н. Е. Сорокину

## Архитектура

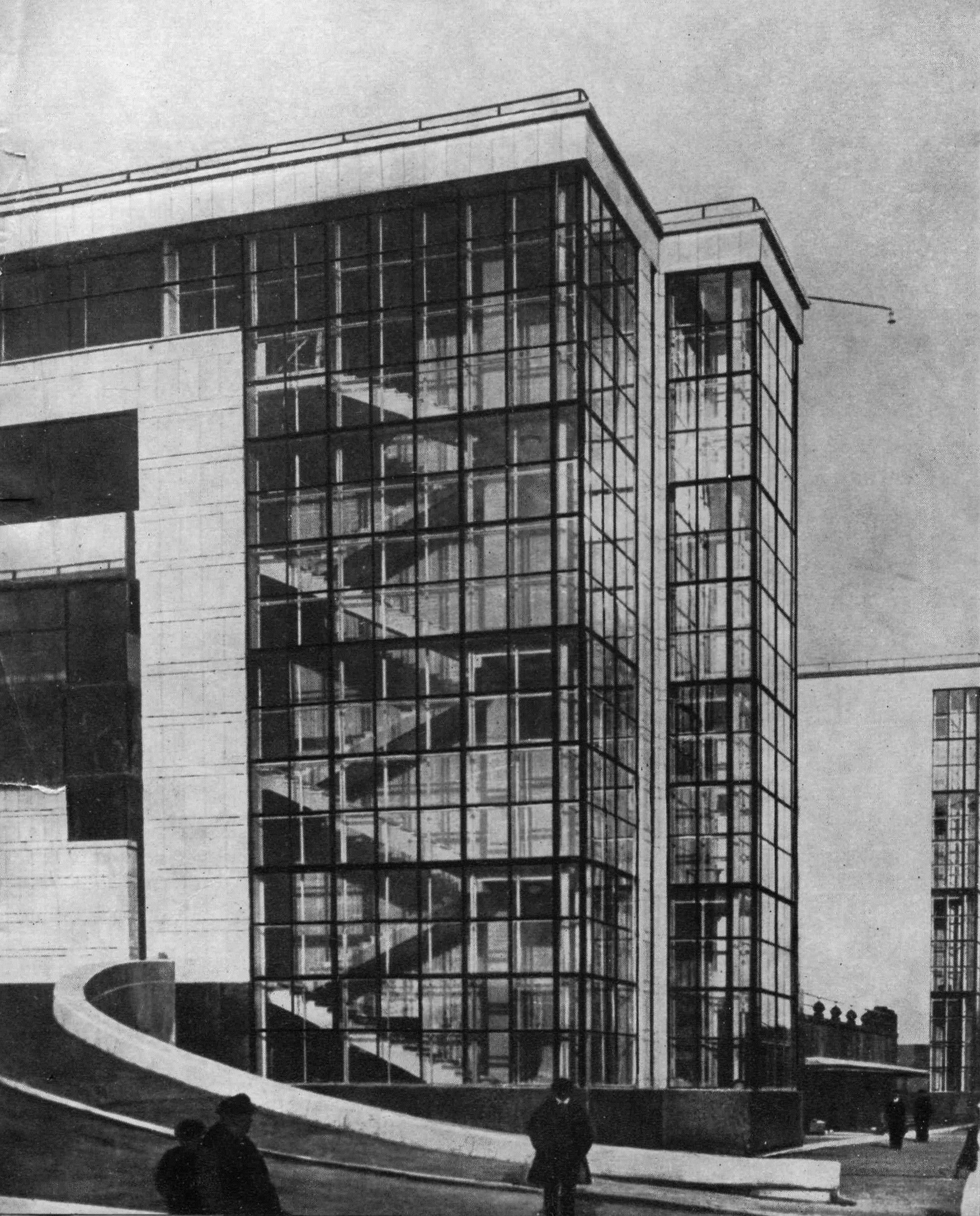
Ростовский академический театр драмы имени М. Горького до войны

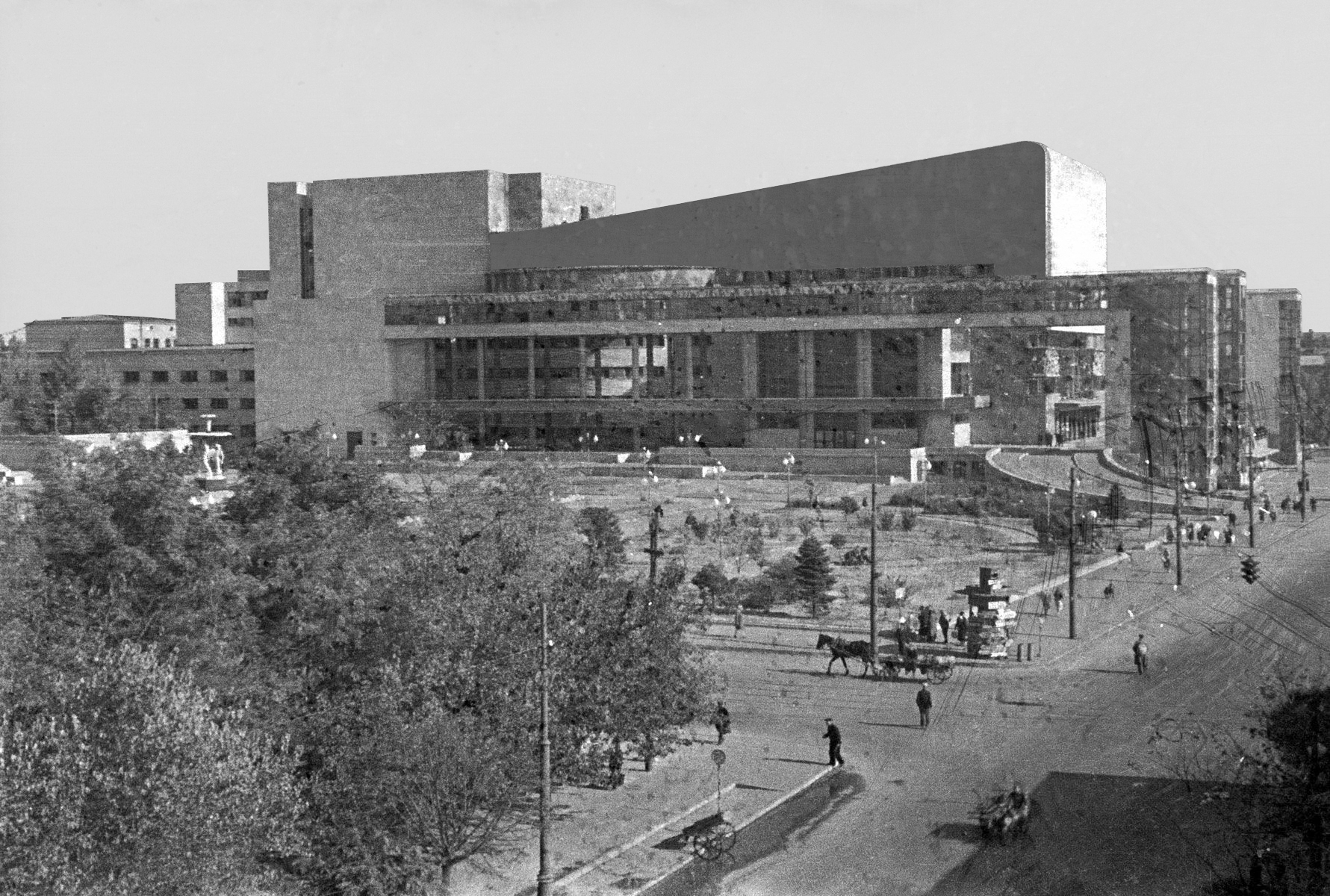
Ростовский академический театр драмы имени М. Горького в 1942 году

Первое здание было построено в 1935 году по проекту академика архитектуры В. А. Щуко и профессора В. Г. Гельфрейха. Всё оборудование сцены спроектировано инженером И. В. Экскузовичем. Строительство велось коллективом работников «Театростроя» (директором был А. М. Стамблер). После завершения строительства многие эксперты называли театр одним из лучших в стране.
Первоначально был облицован белым инкерманским камнем, а часть фасада — белым мрамором, пилястры при входах в театр были из полированного лабрадора. Также естественным мрамором были облицованы главные лестницы, искусственным — вестибюль, фойе и зрительный зал. Большой зал был рассчитан на 2250 зрителей и предназначался для сценических представлений, в то время как малый — для эстрадных и концертных. Здание театра включало в себя также библиотеку и музей. Фасад здания украшен горельефами работы Сергея Королькова. Основным минусом здания была плохая акустика.
Такие крупные архитекторы, как Ле Корбюзье и Оскар Нимейер, называли театр жемчужиной советской архитектуры.
Восстановленный к 1963 году театр стал значительно меньше. Проект реконструкции выполнен архитекторами В. М. Аникиным, В. Н. Разумовским, В. В. Леонтьевым под руководством Н. Н. Семененко и при консультациях профессора В. Г. Гельфрейха. Была проведена полная перепланировка внутренней части здания. Существенно сократилась вместимость залов, ликвидированы многие диванные, буфетные, детский сад-ясли, остался только один сценический круг. Исчезла основная часть мраморной облицовки. Вместе с тем значительно улучшилась акустика. С тыльной стороны здания была построена сценическая площадка, которая получила известность как «Зелёный театр».
Реставрация здания театра продолжается по сегодняшний день. В театре уже установили камеры видеонаблюдения, заменили окна и двери, смонтировали новые осветительные приборы. В ближайшее время начнутся работы по усилению грунтов и фундамента. Работы усложняются тем, что театр является памятником архитектуры.

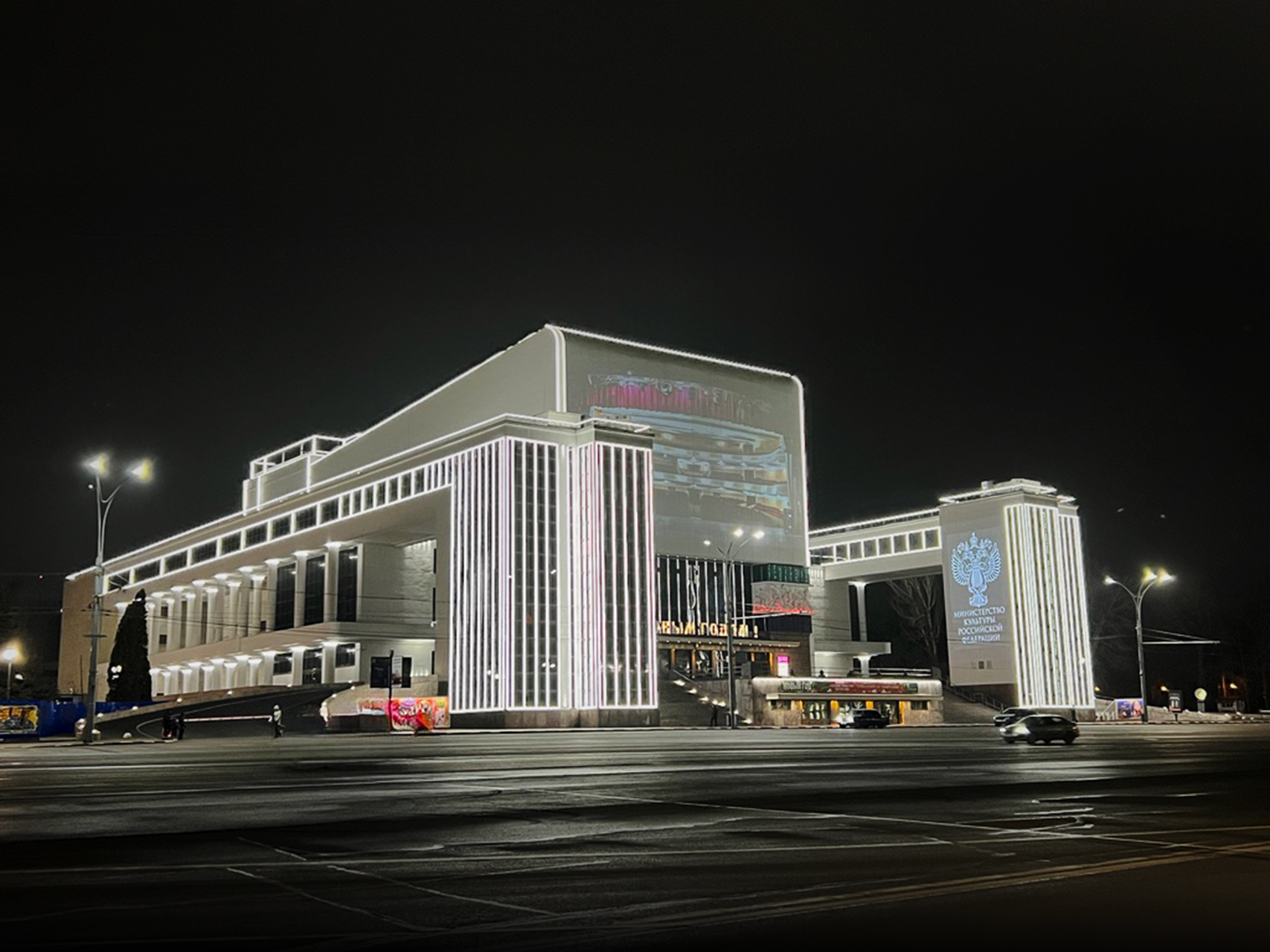
Театр им. Максима Горького. Вечер 31 декабря 2024

В настоящее время в здании театра имеются три сценические площадки: большой зал на 1165 мест (габариты сцены: ширина — 23 м, глубина — 22 м, высота — 22 м), малый зал на 300 мест и экспериментальная сцена на 70 мест. Кроме того, в западном крыле расположена art-галерея, в которой проводятся выставки-продажи произведений искусства, и art-кафе «Театральная площадь № 1».

## Премии и звания
- 1936 — премия на 4-м Международном фестивале театрального искусства (режиссёр Ю. А. Завадский).
- 1976 — Государственная премия РСФСР имени К. С. Станиславского за спектакль «Тихий Дон» по роману М. А. Шолохова.
- 1980 — присвоено почётное звание «Академический».
- 1995 — первая премия на Всероссийском фестивале «Русская классика» за экспериментальный поиск в освоении драматургии А. С. Пушкина (спектакль «Маленькие трагедии», режиссёр К. Серебренников).
- 2005 — лучший спектакль и премия за оригинальную постановку на Всероссийском театральном фестивале «Звёзды Победы» (г. Рязань) — спектакль по рассказу М. А. Шолохова «Судьба человека» (режиссёр Н. Е. Сорокин).
- 2010 — лучший спектакль на IV Театральном фестивале (г. Николаев, Украина) международного черноморского клуба «Homo ludens» («Человек играющий») за постановку спектакля по произведению А. П. Чехова «Вишнёвый сад» (режиссёр Н. Е. Сорокин).
- 2010 — премия на IV Всероссийском театральном фестивале «Русская комедия» за оригинальную постановку имени Николая Акимова — спектакль «Вишнёвый сад» (режиссёр Н. Е. Сорокин).
- 2014 — диплом участника Всероссийского фестиваля «Театральные встречи на Кавказе. Лермонтов и Кавказ» в Ставрополе «За высокие творческие достижения» за спектакль «Маскарад» М. Ю. Лермонтова.
- 2015 — Гран-при XIII Международного театрального фестиваля «Золотой Витязь» за спектакль «Тихий Дон» (режиссёр Г. В. Шапошников), Золотой диплом за лучшую сценографию Виктору Герасименко, Золотой диплом за лучшую музыку Алексею Шелыгину, Золотой диплом «За лучшую мужскую роль» — деда Гришаки в исполнении Народного артиста РСФСР Игоря Богодуха.
- 2016 — Премия Правительства Российской Федерации имени Фёдора Волкова за вклад в развитие театрального искусства Российской Федерации[14]

## Известные актёры
| - Абашина, Клара Николаевна - Безрукова, Ирина Владимировна - Богодух, Игорь Александрович - Бушнов, Михаил Ильич - Валевская, Валентина Герасимовна - Ветров, Владислав Владимирович - Вульф, Павла Леонтьевна - Зорич, Зинаида Николаевна - Дупак Николай Лукьянович - Кольцов, Юрий Эрнестович - Корикова, Елена Юрьевна - Краснюк-Яблокова, Тамара Алексеевна - Кржечковская, Ангелина Агеевна - Кузнецова, Елена Архиповна - Ливанов, Аристарх Евгеньевич - Ливанов, Игорь Евгеньевич - Максимов, Алексей Матвеевич - Марецкая, Вера Петровна - Мартиросьян, Георгий Хачатурович - Мордвинов, Николай Дмитриевич - Морозенко, Павел Семёнович - Нестеренко, Роман Юрьевич - Ожигова, Татьяна Анатольевна - Плятт, Ростислав Янович - Прудникова, Елена Иосифовна - Сорокин, Николай Евгеньевич - Тяпкина, Елена Алексеевна - Шатуновский, Вильям Зиновьевич - Шевцов, Георгий Львович | - Андриенко, Елена Владимировна - Арзуманова-Борисова, Юлия Станиславовна - Березина, Екатерина Петровна - Богданов, Александр Петрович - Васильева, Ольга Владимировна - Витченко, Сергей Дмитриевич (1968—2015) - Вицман, Ольга Константиновна - Власов, Сергей Николаевич - Войнаровская, Меланья Николаевна - Войцеховская, Оксана Александровна - Волошин, Сергей - Гаврюкова, Кристина Юрьевна - Гайдамак, Роман Леонидович - Гординская, Наталья Николаевна - Денисова-Гайдамак, Анна Валерьевна - Добринский, Юрий Константинович - Золотавина, Елена Евгеньевна - Кирдяшкин, Владимир Петрович - Климанов, Евгений Олегович - Климанова, Елена Владимировна - Овсянников, Александр - Огир, Илона Валерьевна - Огир, Вячеслав Валерьевич - Подуст, Елена Яковлевна - Полищук, Татьяна Алексеевна - Ребенков, Андрей Борисович - Соколовский, Виталий Иванович - Соколовский, Сергей Станиславович - Стародубцева-Бушнова, Галина Георгиевна - Тимченко, Алексей - Тихонов, Андрей Анатольевич - Фалынский, Анатолий - Ширшин, Олег Рудольфович - Шкрабак, Артём Владимирович - Шкрабак, Татьяна Сергеевна |

В 2012 году труппу театра пополнили выпускники Ростовского филиала Санкт-Петербургского государственного университета культуры и искусств (руководитель курса народный артист РФ Н. Е. Сорокин).